# Very Victoria
Very Victoria è stato un talk show in onda su MTV Italia presentato da Victoria Cabello con la partecipazione di Marisa Passera.

## Il programma
È andato in onda dal 2005 al 2008. Il programma si basava su due interviste a puntata a personaggi noti. Ogni ospite veniva accompagnato, all'entrata, da due valletti: Loris e Andreas. Ogni intervista si concludeva con un regalo inusuale all'ospite di turno.

## Prima stagione
(In onda dal 12 ottobre 2005 tutti i mercoledì alle 21.00 per 10 puntate su MTV).
1. Luciana Littizzetto
2. Pierfrancesco Favino
3. Andy
4. Ilaria D'Amico
5. Claudio Santamaria
6. Arturo Brachetti
7. Alessandro Preziosi
8. Valeria Golino
9. Ilona Staller
10. Violante Placido
11. Moira Orfei
12. Cesare Cremonini
13. Gianni Morandi
14. Isabella Ferrari
15. Teo Teocoli
16. Elio

## Seconda stagione
Tre appuntamenti settimanali in seconda serata (che inizia alle 22.30), anziché il mercoledì in prima serata. Nella seconda stagione si segnala la novità di un pappagallo, in omaggio all'immortale Portobello, a cui si cercherà di far pronunciare il titolo della trasmissione.
In più le aspettative si fanno maggiori e Victoria Cabello punta su una linea di racconto tra il patinato e il satirico, raccontando personaggi cult come Daria Bignardi e Ornella Vanoni (ospiti di punta della prima puntata) in una veste inedita.
1. Daria Bignardi e Ornella Vanoni
2. Carla Fracci e Renzo Rosso
3. Gad Lerner ed Andrea De Carlo
4. Ambra Angiolini (puntata monografica)
5. Lina Sotis ed Alessandro Sortino
6. J-Ax ed Ilaria Bernardini
7. Claudio Cecchetto e Stefano Bollani
8. Loredana Bertè e Carlo Freccero
9. Dolce & Gabbana ed Elio Germano
10. Elena Santarelli e Giovanni Allevi
11. Lamberto Sposini e Pif
12. Flavio Briatore e Matteo Marzotto
13. Alessia Marcuzzi, Corrado Guzzanti e Lillo
14. Simona Ventura (puntata monografica)
15. Domenico Procacci ed Alex Zanardi
16. Giorgio Faletti ed Andrea Pezzi
17. Max Biaggi e Roberto Bolle
18. Lorella Cuccarini

## Terza stagione
1. Valeria Marini
2. Sandra Milo e Cristiana Capotondi
3. Melissa P e Ennio Fantastichini
4. Linus e Carolina Crescentini
5. Elisabetta Canalis e Eva Robin's
6. Eva Riccobono e Gianrico Carofiglio
7. Valerio Mastandrea e Vanessa Incontrada
8. Paola & Chiara e Marco Müller
9. Marta Marzotto e Andrew Howe
10. Dario Argento e Ennio Capasa
11. Fabio De Luigi e Piergiorgio Odifreddi
12. Nicolas Vaporidis e Lillo e Greg
13. Paola Cortellesi e Valentina Cervi
14. Fabrizio Bentivoglio e Antonio Caprarica
15. Luca Argentero e Lilli Gruber
16. Silvan e Lucia Ocone
17. Patty Pravo e Mario Monicelli
18. Heather Parisi e Neri Marcorè

## Quarta stagione
1. Serena Dandini e Vittoria Puccini
2. Beppe Fiorello e Vinicio Capossela
3. Pierfrancesco Favino e Francesca Reggiani
4. Francesco Sarcina e Federica Pellegrini
5. Milva e Mara Maionchi
6. Sabrina Salerno e Carlo Antonelli
7. Pippo Baudo e Paolo Sorrentino
8. Sarah Felberbaum, Giulio Berruti ed Enrico Ghezzi
9. Filippo Nigro e Carlo Cracco
10. Carlo Lucarelli e Giuliano Sangiorgi
11. Morgan e Maria Grazia Cucinotta
12. Piero Pelù e Katia e Valeria
13. Jovanotti e Chicco Testa
14. Elio Germano e Nichi Vendola
15. Renzo Arbore e Filippo Timi
16. Giorgia Meloni e Fabrizio Gifuni
17. Laura Pausini e Caterina Guzzanti
18. Aldo, Giovanni e Giacomo[2]